# Anopinella sympatrica
Anopinella sympatrica là một loài bướm đêm thuộc họ Tortricidae. Nó được tìm thấy ở Guatemala.
Chiều dài cánh trước là 8.2–12 mm.